# Lijst van Belgische uitvinders
Deze lijst van Belgische uitvinders bevat de uitvinders met de Belgische nationaliteit of geboren zijn voor 1830 op het grondgebied van België. 
Deze laatste groep worden aangeduid met een * na de naam
Er bestaat ook een categorie met Belgische uitvinders. Zie onderaan om deze te bekijken. 

## B
- Zénon-M. Bacq
- Leo Baekeland
- Alfred Belpaire
- Jean Bourguignon

## C
- Robert Cailliau

## D
- Jean-Jacques Dony*

## G
- Robert Goldschmidt
- Zénobe Gramme

## H
- Alexandre Horowitz

## J
- Paul Janssen

## L
- Etienne Lenoir

## M
- Jean-Joseph Merlin*
- Georges Montefiore-Levi

## N
- Floris Nollet
- Alexis Nihon

## O
- Lucien Olivier
- Paul Otlet

## P
- Iwo Cyprian Pogonowski
- Joseph Plateau

## S
- Adolphe Sax
- Frédéric Swarts

## V
- Lodewijk van Berken*
- Charles Van Depoele
- Désiré Van Monckhoven

## W
- Egide Walschaerts

- George Washington (uitvinder) - Belgische origine en aldaar geboren doch Britse nationaliteit.